# Histoire de Mme de la Pommeraye
 (novembre 2020).
Histoire de Mme de la Pommeraye est une nouvelle de Denis Diderot insérée dans son roman Jacques le Fataliste et son maître.
La première édition française complète du roman date de 1796 ; l'œuvre est alors déjà connue en Allemagne grâce à la traduction partielle de Schiller en 1785 et à celle, complète, de Mylius en 1792. L'œuvre paraît initialement en feuilleton dans la Correspondance littéraire de Melchior Grimm entre 1778 et 1780.

## Résumé
Jacques et son maître sont en voyage et s’arrêtent en chemin dans l’auberge du Grand Cerf. Le lendemain de leur arrivée, le temps est exécrable et les deux personnages se voient dans l’obligation de rester à l’auberge. Ils rencontrent alors l’hôtesse du Grand Cerf, qui leur raconte l’histoire du marquis des Arcis qui séjourne dans l’auberge.
Dans sa jeunesse, le marquis des Arcis s’éprit de Mme de la Pommeraye. Celle-ci repoussa pendant plusieurs mois ses avances avant de lui céder. L’idylle ne dura qu’un temps car le marquis finit par se lasser d'elle et lui montra de moins en moins d’attention. Mme de la Pommeraye, fière et « vindicative », prépara alors une vengeance terrible : elle fit passer une belle jeune fille, Mlle d'Aisnon, tombée dans la pauvreté et prostituée par sa mère, pour une dévote auprès du marquis. Comme elle l’avait prévu, le marquis tomba éperdument amoureux de la charmante Mlle d'Aisnon. Il finit par l'épouser, sans rien connaitre de son passé. C’est alors que Mme de la Pommeraye lui révéla que sa femme avait été une courtisane, pensant le couvrir d’infamie. Mais le marquis, contre toute attente, pardonna à sa femme sa vie passée et sa dissimulation et ils vécurent ensemble la passion la plus vraie.

## Les personnages
- Jacques le Fataliste : il est le valet du maître, avec qui il est en voyage. Jacques est un bavard effréné. Il a été soldat, et admire son ancien capitaine dont il tient une doctrine qu'on n’appellerait pas aujourd'hui fatalisme mais déterminisme : « Jacques disait que son capitaine disait que tout ce qui nous arrive de bien et de mal est écrit là-haut ».

- Le maître de Jacques : il ne cesse de regarder sa montre et de prendre du tabac. Il ne peut pas se passer de Jacques. Il aime que l’on lui conte des histoires.

- L’hôtesse de l’auberge du grand-cerf : elle est passionnée par le fait de raconter des histoires, qu’elle « raconte beaucoup mieux qu’il ne convient à une femme d’auberge. Elle n’est pas de la première jeunesse ». C’est une femme « grande, replète, ingambe, de bonne mine, pleine d’embonpoint, la bouche un peu grande, de belles dents, des joues larges, des yeux à fleur de tête, le front carré, la plus belle peau, physionomie ouverte, vive et gaie, une « poitrine à s’y rouler pendant deux jours », des bras un peu forts, des mains à peindre ou à modeler ». Elle a été élevée à Saint-Cyr. L’hôtesse du Grand Cerf a eu une vie pleine d’aventures galantes. Elle n’aime « pas autrement » son mari.

- Mme de la Pommeraye : personnage principal. Elle a sacrifié toute sa vie au marquis. Elle était malheureuse avec son premier mari, puis, devenue veuve, « elle jouissait de la plus haute considération dans le monde, par la pureté de ses mœurs ». En devenant amante du marquis des Arcis après lui avoir résisté longtemps, « elle s’était rabaissée sur la ligne commune ». Durant le récit, le marquis se lasse de Mme de la Pommeraye et celle-ci met en œuvre une vengeance « atroce mais souillée d’aucun intérêt » pour punir le libertin.

- Le marquis des Arcis : c'est un « homme de plaisir », un « homme d’honneur », « très aimable », « croyant peu à la bonté des femmes ». Le marquis des Arcis est « jeune » au début du récit, a une belle figure, et a des « penchants à la tendresse ». C'est un ancien ami du premier mari de Mme de la Pommeraye. Se lassant vite de ses amantes, il est considéré comme libertin. Il a une liaison avec Mme de la Pommeraye qu’il poursuit jusqu’à ce que celle-ci le « rende heureux ». Se lassant de la marquise, il se remarie avec une courtisane devenue dévote, Mlle Duquênoi.

- Mlle d’Aisnon : elle est « jeune », « belle » et « bien élevée ». Prostituée par sa mère, Mlle d’Aisnon est dans la nécessité d’accueillir un nouvel amant tous les soirs. Elle devient dévote et change de nom pour devenir Mlle Duquênoi à la demande de Mme de la Pommeraye, qui subvient en échange à ses besoins. Elle se marie au marquis des Arcis à la fin de la nouvelle, et vit avec lui « la passion la plus vraie ».

- Mme d’Aisnon : C’est la mère de Mlle d’Aisnon. Elle est tombée dans la nécessité de prostituer sa fille. Elle devient dévote avec Mlle d’Aisnon et change son nom en Mme Duquênoi à la demande de Mme de la Pommeraye.

## Les lieux
Le récit d’ouverture se situe dans l’auberge du Grand-Cerf, elle-même située à proximité de Paris. 
Le récit de Mme de la Pommeraye se situe à proximité de Paris. Elle va à l’« opéra », assiste à des « comédies ». En utilisant les termes « opéra » et « comédies », Mme de la Pommeraye pense aux lieux de l’Opéra et de la Comédie-Française. Elle donne aussi un rendez-vous au marquis et à Mme et Mlle d’Aison au « Jardin du Roi » et ils visitent le « Cabinet du Roi ». L’ancien Jardin du Roi est aujourd’hui le Jardin des plantes, comprenant le cabinet du Roi.
Le marquis se rend, à la fin du récit, à l’hôtel de Hambourg, rue Traversière, pour apprendre le « sale métier » que sa femme exerçait.

## Le temps
Le récit d’ouverture avec Jacques, son maître et l’hôtesse, se déroule au XVIIIe siècle, sans information précise sur la date, bien que plusieurs indices amènent à penser qu’il prend place aux alentours de 1765. Jacques et son maître arrivent le soir à l’auberge et le récit de Mme de la Pommeraye leur est conté le lendemain de leur arrivée. 
Le récit de Mme de la Pommeraye se déroule quelques années avant le récit d’ouverture, pendant la « jeunesse » du marquis des Arcis, tandis qu’il est « âgé » lorsqu’il séjourne à l’auberge du Grand Cerf. Le mariage entre Mme de la Pommeraye et le marquis dure « quelques années ».
La marquise fait patienter le marquis des Arcis quelques mois avant que celui-ci ne se marie avec Mlle d’Aisnon.

## Conditions de rédaction
Cette mise en abyme écrite par un philosophe a été composée durant le siècle des Lumières. Ce mouvement est en effet né au XVIIIe siècle d’un désir d’émancipation : il s’agit de donner à l’Homme les moyens de prendre en main son destin individuel ou politique. Les philosophes des Lumières tels que Diderot ou Voltaire croient en la raison et luttent contre l’ignorance, la superstition et l’abus de l’autorité qu’elle soit politique ou religieuse. 
La visée didactique de cet apologue est donc typique du siècle des Lumières.

## Adaptations au cinéma
- Les Intrigues de madame de La Pommeraye (1922) de Fritz Wendhausen.
- Les Dames du bois de Boulogne (1945) de Robert Bresson.
- Mademoiselle de Joncquières (2018) d’Emmanuel Mouret.